# Cable puente

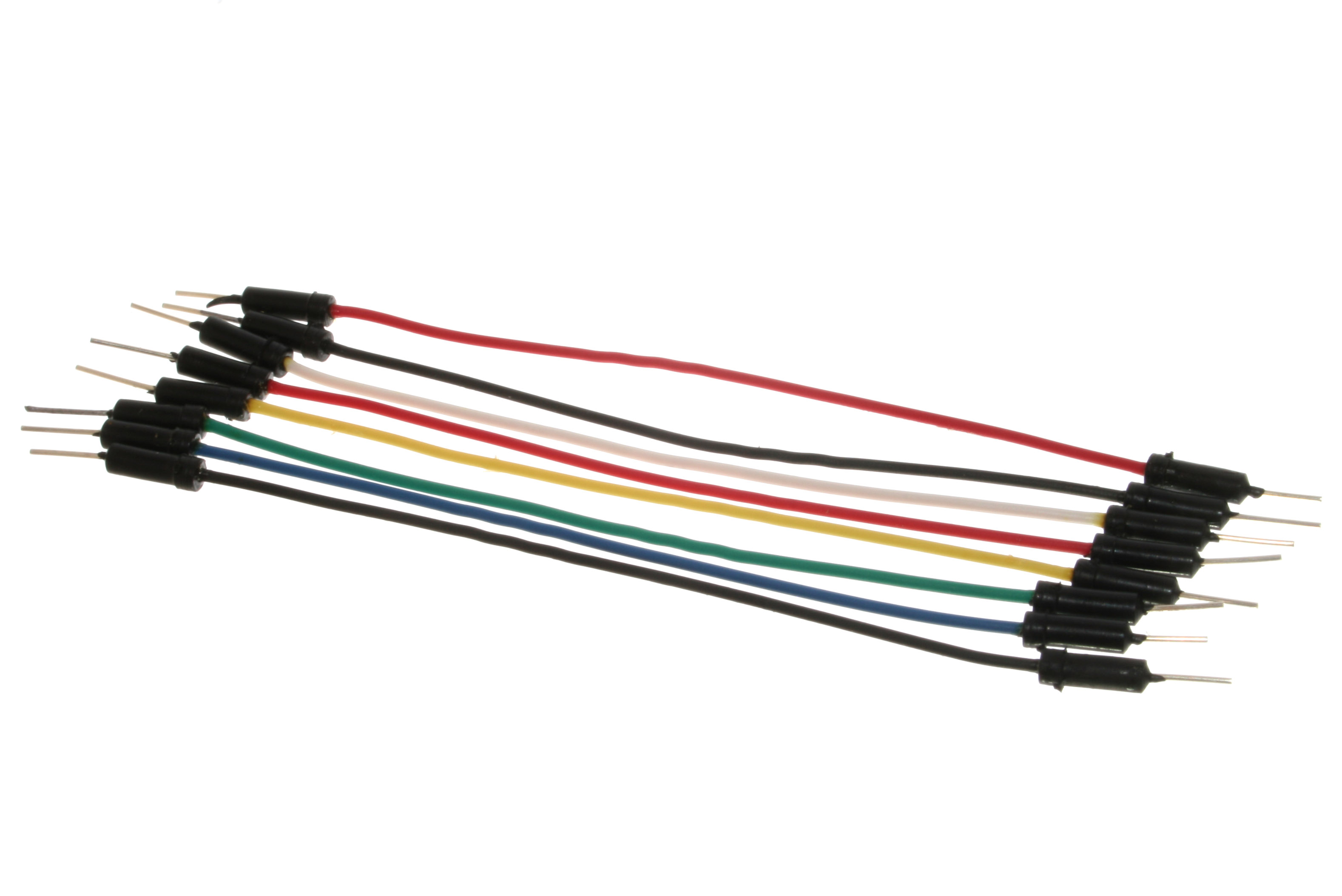
Cables puente 22AWG con puntas sólidas

Un cable puente para prototipos (o simplemente puente para prototipos), es un cable con un conector en cada punta (o a veces sin ellos), que se usa normalmente para interconectar entre sí los componentes en una placa de pruebas. P.E.: se utilizan de forma general para transferir señales eléctricas de cualquier parte de la placa de prototipos a los pines de entrada/salida de un microcontrolador.
Los cables puente se fijan mediante la inserción de sus extremos en los agujeros previstos a tal efecto en las ranuras de la placa de pruebas, la cual debajo de su superficie tiene unas planchas interiores paralelas que conectan las ranuras en grupos de filas o columnas según la zona. Los conectores se insertan en la placa de prototipos, sin necesidad de soldar, en los agujeros  que convengan para el conexionado del diseño.

## Tipos

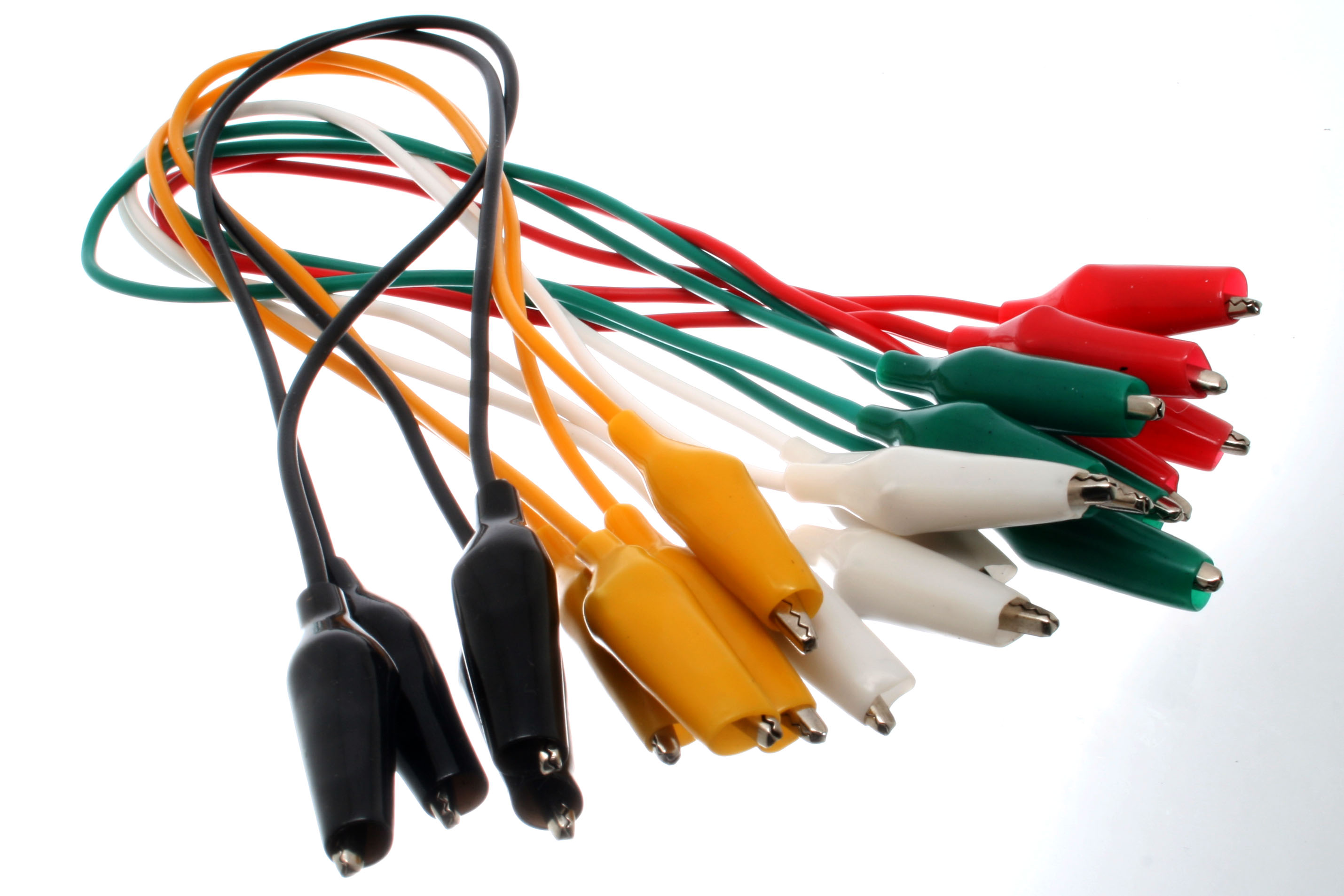
Cables puente con pinzas cocodrilo

Hay distintos tipos de cables puente, por ejemplo, estos que se mencionarán
- Cable puente con pinzas cocodrilo

Son los cables que llevan pinzas cocodrilo en lugar de conectores terminales que entre otras aplicaciones, se utilizan temporalmente para puentear los sensores, botones y otros elementos de los prototipos  entre sí y con los microcontroladores.
- Cable puente con terminales aislados

En este tipo de cable con terminales aislados la disposición de los elementos y la facilidad de insertar los "conectores aislados" de los "cables puente" sobre la placa de pruebas permite el incremento de la densidad de montaje de ambos (componentes y puentes) sin temor a los cortocircuitos. Los cables puente varían en tamaño y color para distinguir las señales con las que se está trabajando.
Variación de cables puente con terminales esmaltados, según las combinaciones macho-hembra  :
- Macho - Macho
- Macho - Hembra
- Hembra - Hembra